# Moyenneville (Somma)
Moyenneville – miejscowość i gmina we Francji, w regionie Hauts-de-France, w departamencie Somma.
Według danych na rok 2011 gminę zamieszkiwało 691 osób, a gęstość zaludnienia wynosiła 49 osób/km² (wśród 2293 gmin Pikardii Moyenneville plasuje się na 488. miejscu pod względem liczby ludności, natomiast pod względem powierzchni na miejscu 230.).